# Chemin des Iris
Le chemin des Iris (en néerlandais: Irissenweg) est un chemin en forêt de Soignes.

## Situation
Il a la particularité d'être, avec le sentier de l'Embarcadère et celui des Canotiers, la voie qui fait le tour du lac du bois de la Cambre
.